# Севастьянов Сергій Олександрович
Сергій Олександрович Севастьянов (рос. Сергей Александрович Севастьянов; 13 червня 1978, м. Рудний, СРСР) — російський хокеїст, нападник.
Виступав за: «Металург» (Магнітогорськ), «Зауралля» (Курган), «Супутник» (Нижній Тагіл), «Автомобіліст» (Єкатеринбург), «Казахмис» (Сатпаєв), «Газовик» (Тюмень), «Мечел» (Челябінськ), «Сокіл» (Красноярськ), «Горняк» (Рудний).